# Departamentul Tarija
Departamentul Tarija este un departament în sudul Boliviei. Reședința sa este orașul Tarija. Departamentul este împărțit în 5 provincii și o regiune autonomă.